# Genista cupanii
Genista cupanii là một loài thực vật có hoa trong họ Đậu. Loài này được Guss. miêu tả khoa học đầu tiên.